# بشر بنت أبي العباس
بشر بنت أبي العباس أحمد بن نعمة من الجليس، شيخة مصرية متأخرة.